# Olympische Sommerspiele 1904/Basketball
Bei den III. Olympischen Spielen 1904 in St. Louis wurde ein Wettbewerb im Basketball ausgetragen. Ob das Turnier olympischen Status hatte, ist umstritten. Es war als „Olympic World’s Basket Ball Championships“ (olympische Basketball-Weltmeisterschaft) ausgeschrieben, doch traten nur amerikanische Mannschaften an. Gespielt wurde im Innenfeld des Stadions Francis Field und in der benachbarten Turnhalle.

## Männer
| Platz | Land | Team                   | Siege | Punkte  |
| ----- | ---- | ---------------------- | ----- | ------- |
| 1     | USA  | Buffalo German YMCA    | 5:0   | 354:120 |
| 2     | USA  | Chicago Central YMCA   | 4:1   | 90:54   |
| 3     | USA  | Missouri Athletic Club | 3:2   | 51:136  |
| 4     | USA  | St. Louis Central YMCA | 2:3   | 76:121  |
| 5     | USA  | Xavier Athletic Club   | 0:4   | 80:133  |
| 6     | USA  | Turner Tigers          | 0:4   | 18:105  |

Datum: 11. und 12. Juli 1904
Es nahmen sechs Mannschaften teil, die sechs bis acht Spieler einsetzten. Die Buffalo Germans dominierten ihre Gegner fast nach Belieben.